# Липсик (Охајо)
Липсик (енгл. Leipsic) град је у америчкој савезној држави Охајо.

## Демографија
По попису из 2010. године број становника је 2.093, што је 143 (-6,4%) становника мање него 2000. године.
| Група             | 2000.         | 2010.         |
| Белци             | 1.665 (74,5%) | 1.399 (66,8%) |
| Афроамериканци    | 9 (0,4%)      | 5 (0,2%)      |
| Азијати           | 8 (0,4%)      | 8 (0,4%)      |
| Хиспаноамериканци | 535 (23,9%)   | 656 (31,3%)   |
| Укупно            | 2.236         | 2.093         |